# Турне (река)
Турне, в верховьях Кая — река в России, протекает в Красногорском и Селтинском районах Удмуртии. Устье реки находится в 24 км по левому берегу реки Уть. Длина реки составляет 29 км, площадь водосборного бассейна — 363 км². В 12 км от устья принимает слева реку Вью.
Исток реки на Красногорской возвышенности у нежилой деревни Большое Лукошечное к юго-западу от деревни Каркалай и в 32 км к юго-западу от села Красногорское. До слияния с рекой Вью в селе Валамаз также именуется и обозначается на картах как Кая. Значения длины и площади бассейна в водном реестре приведены для реки Турне с рекой Кая.
Течёт на юго-восток, после села Валамаз и слияния с Вью поворачивает на юго-запад. Других населённых пунктов, кроме села Валамаз, на реке нет. Притоки — Чернушка, Вью (левые); Кан (правый).

## Данные водного реестра
По данным государственного водного реестра России относится к Камскому бассейновому округу, водохозяйственный участок реки — Вятка от водомерного поста посёлка городского типа Аркуль до города Вятские Поляны, речной подбассейн реки — Вятка. Речной бассейн реки — Кама.
По данным геоинформационной системы водохозяйственного районирования территории РФ, подготовленной Федеральным агентством водных ресурсов:
- Код водного объекта в государственном водном реестре — 10010300512111100038750
- Код по гидрологической изученности (ГИ) — 111103875
- Код бассейна — 10.01.03.005
- Номер тома по ГИ — 11
- Выпуск по ГИ — 1